# Za každou cenu
Za každou cenu (v anglickém originále Hell or High Water) je americký dramatický a kriminální film z roku 2016. Režie se ujal David Mackenzie a scénáře Taylor Sheridan. Snímek sleduje dva bratry, kteří vykrádají banky, aby zachránili farmu své rodiny. Hlavní role hrají Chris Pine, Ben Foster a Jeff Bridges. Film měl premiéru na Filmovém festivalu v Cannes 16. května 2016 a do kin byl oficiálně uveden 12. srpna 2016. Film získal pozitivní reakce od kritiků a vydělal přes 37 milionů dolarů.

## Obsazení
| Jeff Bridges          | Marcus Hamilton |
| Chris Pine            | Toby Howard     |
| Ben Foster            | Tanner Howard   |
| Gil Birmingham        | Alberto Parker  |
| Marin Ireland         | Debbie Howard   |
| Katy Mixon            | Jenny Ann       |
| Dale Dickey           | Elsie           |
| Kevin Rankin          | Billy Rayburn   |
| Melanie Papalia       | Emily           |
| John Paul Howard      | Justin Howard   |
| Christopher W. Garcia | Randy Howard    |
| Margaret Bowman       | servírka        |

## Přijetí
Film vydělal 27 milionů dolarů v Severní Americe a 4 milionů dolarů v ostatních oblastech, celkově tak vydělal 31 milionů dolarů po celém světě. Rozpočet filmu činil 12 milionů dolarů. Za první víkend snímek vydělal z 32 promítacích sálů 621 329. Následující víkend se promítal ve 472 kinech a získal 2,7 milionů dolarů. Třetí víkend se promítal v 909 kinech a získal 3,7 miliony dolarů.
Film získal pozitivní recenze od kritiků. Na recenzní stránce Rotten Tomatoes získal z 203 započtených recenzí 98 procent s průměrným ratingem 8,5 bodů z deseti. Na serveru Metacritic snímek získal z 45 recenzí 88 bodů ze sta. Na Česko-Slovenské filmové databázi snímek získal 75%.

## Ocenění
| Ocenění                                       | Datum ceremoniálu  | Kategorie                                   | Nominovaný                                                    | Výsledek  |
| --------------------------------------------- | ------------------ | ------------------------------------------- | ------------------------------------------------------------- | --------- |
| AACTA International Awards                    | 8. ledna 2017      | Nejlepší herec ve vedlejší roli             | Jeff Bridges                                                  | nominace  |
| AACTA International Awards                    | 8. ledna 2017      | Nejlepší scénář                             | Taylor Sheridan                                               | nominace  |
| AARP Annual Movies for Grownups Awards        | 6. února 2017      | Nejlepší herec ve vedlejší roli             | Jeff Bridges                                                  | vítězství |
| AARP Annual Movies for Grownups Awards        | 6. února 2017      | Nejlepší režisér                            | David Mackenzie                                               | nominace  |
| ACE Eddie Awards                              | 27. ledna 2017     | Nejlepší střih – dramatický film            | Jake Roberts                                                  | nominace  |
| African-American Film Critics Association     | 8. února 2017      | Nejlepších deset filmů roku 2017            | Za každou cenu                                                | 9. místo  |
| Alliance of Women Film Journalists            | 22. prosince 2016  | Nejlepší film                               | Za každou cenu                                                | nominace  |
| Alliance of Women Film Journalists            | 22. prosince 2016  | Nejlepší režisér                            | David Mackenzie                                               | nominace  |
| Alliance of Women Film Journalists            | 22. prosince 2016  | Nejlepší původní scénář                     | Taylor Sheridan                                               | nominace  |
| Alliance of Women Film Journalists            | 22. prosince 2016  | Nejlepší herec ve vedlejší roli             | Jeff Bridges                                                  | nominace  |
| Alliance of Women Film Journalists            | 22. prosince 2016  | Nejlepší herec ve vedlejší roli             | Ben Foster                                                    | nominace  |
| Alliance of Women Film Journalists            | 22. prosince 2016  | Nejlepší kamera                             | Linus Sandgren                                                | nominace  |
| Alliance of Women Film Journalists            | 22. prosince 2016  | Nejlepší obsazení – castingový režisér      | Jo Edna Boldin a Richard Hicks                                | nominace  |
| Americký filmový institut                     | 8. prosince 2016   | Nejlepších deset filmů roku                 | Za každou cenu                                                | vítězství |
| Art Directors Guild Awards                    | 11. února 2017     | Nejlepší výprava – moderní film             | Tom Duffield                                                  | nominace  |
| Austin Film Critics Association               | 28. prosince 2016  | Nejlepší film                               | Za každou cenu                                                | 8. místo  |
| Austin Film Critics Association               | 28. prosince 2016  | Nejlepší herec ve vedlejší roli             | Jeff Bridges                                                  | nominace  |
| Austin Film Critics Association               | 28. prosince 2016  | Nejlepší herec ve vedlejší roli             | Ben Foster                                                    | nominace  |
| Austin Film Critics Association               | 28. prosince 2016  | Nejlepší skladatel                          | Nick Cave a Warren Ellis                                      | nominace  |
| Belgian Film Critics Association              | 7. ledna 2017      | Hlavní cena                                 | Za každou cenu                                                | nominace  |
| Boston Online Film Critics Association        | 10. prosince 2016  | Nejlepších deset filmů roku                 | Za každou cenu                                                | 5. místo  |
| Filmová cena Britské akademie                 | 12. února 2017     | Nejlepší herec ve vedlejší roli             | Jeff Bridges                                                  | nominace  |
| Filmová cena Britské akademie                 | 12. února 2017     | Nejlepší původní scénář                     | Taylor Sheridan                                               | nominace  |
| Filmová cena Britské akademie                 | 12. února 2017     | Nejlepší kamera                             | Giles Nuttgens                                                | nominace  |
| Filmový festival v Cannes                     | 22. května 2016    | cena Un certain regard                      | David Mackenzie                                               | nominace  |
| Cena národní společnosti filmových kritiků    | 7. ledna 2017      | Nejlepší herec ve vedlejší roli             | Jeff Bridges                                                  | 2. místo  |
| Cena národní společnosti filmových kritiků    | 7. ledna 2017      | Nejlepší scénář                             | Taylor Sheridan                                               | 3. místo  |
| Cena Saturn                                   | 28. června 2017    | Nejlepší thriller                           | Za každou cenu                                                | nominace  |
| Cena Saturn                                   | 28. června 2017    | Nejlepší scénář                             | Taylor Sheridan                                               | nominace  |
| Central Ohio Film Critics Association         | 5. ledna 2017      | Nejlepší film                               | Za každou cenu                                                | 3. místo  |
| Central Ohio Film Critics Association         | 5. ledna 2017      | Nejlepší režisér                            | David Mackenzie                                               | nominace  |
| Central Ohio Film Critics Association         | 5. ledna 2017      | Nejlepší původní scénář                     | Taylor Sheridan                                               | vítězství |
| Central Ohio Film Critics Association         | 5. ledna 2017      | Nejlepší herec ve vedlejší roli             | Jeff Bridges                                                  | nominace  |
| Central Ohio Film Critics Association         | 5. ledna 2017      | Nejlepší kamera                             | Giles Nuttgens                                                | nominace  |
| Central Ohio Film Critics Association         | 5. ledna 2017      | Nejlepší střih                              | Jake Roberts                                                  | nominace  |
| Central Ohio Film Critics Association         | 5. ledna 2017      | Nejlepší obsazení                           | Za každou cenu                                                | nominace  |
| Critics' Choice Awards                        | 11. prosince 2016  | Nejlepší film                               | Za každou cenu                                                | nominace  |
| Critics' Choice Awards                        | 11. prosince 2016  | Nejlepší režisér                            | David Mackenzie                                               | nominace  |
| Critics' Choice Awards                        | 11. prosince 2016  | Nejlepší herec ve vedlejší roli             | Jeff Bridges                                                  | nominace  |
| Critics' Choice Awards                        | 11. prosince 2016  | Nejlepší herec ve vedlejší roli             | Ben Foster                                                    | nominace  |
| Critics' Choice Awards                        | 11. prosince 2016  | Nejlepší filmové obsazení                   | Za každou cenu                                                | nominace  |
| Critics' Choice Awards                        | 11. prosince 2016  | Nejlepší původní scénář                     | Taylor Sheridan                                               | nominace  |
| Dallas–Fort Worth Film Critics Association    | 13. prosince 2016  | Nejlepší film                               | Za každou cenu                                                | 4. místo  |
| Dallas–Fort Worth Film Critics Association    | 13. prosince 2016  | Nejlepší herec ve vedlejší roli             | Jeff Bridges                                                  | 2. místo  |
| Dallas–Fort Worth Film Critics Association    | 13. prosince 2016  | Nejlepší herec ve vedlejší roli             | Ben Foster                                                    | 5. místo  |
| Dallas–Fort Worth Film Critics Association    | 13. prosince 2016  | Nejlepší režisér                            | David Mackenzie                                               | 4. místo  |
| Denver Film Critics Society                   | 16. ledna 2017     | Nejlepší původní scénář                     | Taylor Sheridan                                               | vítězství |
| Denver Film Critics Society                   | 16. ledna 2017     | Nejlepší herec ve vedlejší roli             | Jeff Bridges                                                  | nominace  |
| Detroit Film Critics Society                  | 19. prosince 2016  | Nejlepší film                               | Za každou cenu                                                | nominace  |
| Detroit Film Critics Society                  | 19. prosince 2016  | Nejlepší herec ve vedlejší roli             | Jeff Bridges                                                  | vítězství |
| Detroit Film Critics Society                  | 19. prosince 2016  | Nejlepší režisér                            | David Mackenzie                                               | nominace  |
| Detroit Film Critics Society                  | 19. prosince 2016  | Nejlepší scénář                             | Taylor Sheridan                                               | nominace  |
| Detroit Film Critics Society                  | 19. prosince 2016  | Nejlepší obsazení                           | Za každou cenu                                                | nominace  |
| Empire Awards                                 | 19. března 2017    | Nejlepší thriller                           | Za každou cenu                                                | nominace  |
| Empire Awards                                 | 19. března 2017    | Nejlepší scénář                             | Taylor Sheridan                                               | nominace  |
| Florida Film Critics Circle                   | 23. prosince 2016  | Nejlepší film                               | Za každou cenu                                                | nominace  |
| Florida Film Critics Circle                   | 23. prosince 2016  | Nejlepší herec ve vedlejší roli             | Jeff Bridges                                                  | vítězství |
| Florida Film Critics Circle                   | 23. prosince 2016  | Nejlepší původní scénář                     | Taylor Sheridan                                               | nominace  |
| Georgia Film Critics Association              | 13. ledna 2017     | Nejlepší film                               | Za každou cenu                                                | nominace  |
| Georgia Film Critics Association              | 13. ledna 2017     | Nejlepší původní scénář                     | Taylor Sheridan                                               | nominace  |
| Georgia Film Critics Association              | 13. ledna 2017     | Nejlepší herec ve vedlejší roli             | Jeff Bridges                                                  | nominace  |
| Georgia Film Critics Association              | 13. ledna 2017     | Nejlepší herec ve vedlejší roli             | Ben Foster                                                    | nominace  |
| Georgia Film Critics Association              | 13. ledna 2017     | Nejlepší obsazení                           | Za každou cenu                                                | nominace  |
| Golden Tomato Awards                          | 12. ledna 2017     | Nejlepší film s širokým rozšířením          | Za každou cenu                                                | 2. místo  |
| Golden Tomato Awards                          | 12. ledna 2017     | Nejlepší thriller                           | Za každou cenu                                                | vítězství |
| Gotham Awards                                 | 28. listopadu 2016 | Nejlepší herec                              | Jeff Bridges                                                  | nominace  |
| Gotham Awards                                 | 28. listopadu 2016 | Nejlepší scénář                             | Taylor Sheridan                                               | nominace  |
| Houston Film Critics Society                  | 6. ledna 2017      | Nejlepší film                               | Za každou cenu                                                | nominace  |
| Houston Film Critics Society                  | 6. ledna 2017      | Nejlepší herec ve vedlejší roli             | Jeff Bridges                                                  | vítězství |
| Houston Film Critics Society                  | 6. ledna 2017      | Nejlepší herec ve vedlejší roli             | Ben Foster                                                    | nominace  |
| Houston Film Critics Society                  | 6. ledna 2017      | Nejlepší režisér                            | David Mackenzie                                               | nominace  |
| Houston Film Critics Society                  | 6. ledna 2017      | Nejlepší scénář                             | Taylor Sheridan                                               | nominace  |
| Chicago Film Critics Association              | 15. prosince 2016  | Nejlepší herec ve vedlejší roli             | Ben Foster                                                    | nominace  |
| Chicago Film Critics Association              | 15. prosince 2016  | Nejlepší původní scénář                     | Taylor Sheridan                                               | nominace  |
| Independent Spirit Awards                     | 25. února 2017     | Nejlepší herec ve vedlejší roli             | Ben Foster                                                    | vítězství |
| Independent Spirit Awards                     | 25. února 2017     | Nejlepší scénář                             | Taylor Sheridan                                               | nominace  |
| Independent Spirit Awards                     | 25. února 2017     | Nejlepší střih                              | Jake Roberts                                                  | nominace  |
| Indiana Film Journalists Association          | 19. prosince 2016  | Nejlepší film                               | Za každou cenu                                                | 2. místo  |
| Indiana Film Journalists Association          | 19. prosince 2016  | Nejlepší původní scénář                     | Taylor Sheridan                                               | 2. místo  |
| Indiana Film Journalists Association          | 19. prosince 2016  | Nejlepší herec ve vedlejší roli             | Jeff Bridges                                                  | 2. místo  |
| IndieWire Critics Poll                        | 19. prosince 2016  | Nejlepší film                               | Za každou cenu                                                | 9. místo  |
| IndieWire Critics Poll                        | 19. prosince 2016  | Nejlepší herec ve vedlejší roli             | Jeff Bridges                                                  | 4. místo  |
| IndieWire Critics Poll                        | 19. prosince 2016  | Nejlepší původní scénář                     | Taylor Sheridan                                               | 4. místo  |
| Iowa Film Critics Association                 | 10. ledna 2017     | Nejlepší herec ve vedlejší roli             | Jeff Bridges                                                  | nominace  |
| Las Vegas Film Critics Society                | 16. prosince 2016  | Nejlepší film                               | Za každou cenu                                                | 2. místo  |
| Las Vegas Film Critics Society                | 16. prosince 2016  | Nejlepší režie                              | David Mackenzie                                               | nominace  |
| Las Vegas Film Critics Society                | 16. prosince 2016  | Nejlepší původní scénář                     | Taylor Sheridan                                               | nominace  |
| Las Vegas Film Critics Society                | 16. prosince 2016  | Nejlepší herec v hlavní roli                | Chris Pine                                                    | nominace  |
| Las Vegas Film Critics Society                | 16. prosince 2016  | Nejlepší herec ve vedlejší roli             | Jeff Bridges                                                  | nominace  |
| Las Vegas Film Critics Society                | 16. prosince 2016  | Nejlepší herec ve vedlejší roli             | Ben Foster                                                    | nominace  |
| Las Vegas Film Critics Society                | 16. prosince 2016  | Nejlepší obsazení                           | Za každou cenu                                                | nominace  |
| Location Managers Guild Awards                | 8. dubna 2017      | Nejlepší lokace v moderním filmu            | Erik Keeling-Torrez a Jonathan Slator                         | nominace  |
| Location Managers Guild Awards                | 8. dubna 2017      | Nejlepší filmová komise                     | New Mexico Film Office                                        | nominace  |
| London Film Critics Circle                    | 22. ledna 2017     | Nejlepší herec ve vedlejší roli             | Jeff Bridges                                                  | nominace  |
| MPSE Golden Reel Awards                       | 19. února 2017     | Nejlepší zvuk – anglický jazyk (dialog/ADR) | Chris Battaglia, Frank Gaeta, Kathryn Madsen a Harrison Meyle | nominace  |
| National Board of Review                      | 4. ledna 2017      | Nejlepších deset filmů                      | Za každou cenu                                                | vítězství |
| National Board of Review                      | 4. ledna 2017      | Nejlepší herec ve vedlejší roli             | Jeff Bridges                                                  | vítězství |
| New York Film Critics Online                  | 11. prosince 2016  | Nejlepších dvanáct filmů                    | Za každou cenu                                                | vítězství |
| North Carolina Film Critics Association       | 2. ledna 2017      | Nejlepší film                               | Za každou cenu                                                | nominace  |
| North Carolina Film Critics Association       | 2. ledna 2017      | Nejlepší režie                              | David Mackenzie                                               | nominace  |
| North Carolina Film Critics Association       | 2. ledna 2017      | Nejlepší původní scénář                     | Taylor Sheridan                                               | vítězství |
| North Carolina Film Critics Association       | 2. ledna 2017      | Nejlepší herec ve vedlejší roli             | Jeff Bridges                                                  | vítězství |
| North Carolina Film Critics Association       | 2. ledna 2017      | Nejlepší herec ve vedlejší roli             | Ben Foster                                                    | nominace  |
| North Carolina Film Critics Association       | 2. ledna 2017      | Nejlepší kamera                             | Giles Nuttgens                                                | nominace  |
| North Texas Film Critics Association          | TBA                | Nejlepší herec ve vedlejší roli             | Jeff Bridges                                                  | 4. místo  |
| Online Film Critics Society                   | 3. ledna 2017      | Nejlepší film                               | Za každou cenu                                                | nominace  |
| Online Film Critics Society                   | 3. ledna 2017      | Nejlepší herec ve vedlejší roli             | Jeff Bridges                                                  | nominace  |
| Online Film Critics Society                   | 3. ledna 2017      | Nejlepší scénář                             | Taylor Sheridan                                               | vítězství |
| Oscar                                         | 26. února 2017     | Nejlepší film                               | Za každou cenu                                                | nominace  |
| Oscar                                         | 26. února 2017     | Nejlepší původní scénář                     | Taylor Sheridan                                               | nominace  |
| Oscar                                         | 26. února 2017     | Nejlepší herec ve vedlejší roli             | Jeff Bridges                                                  | nominace  |
| Oscar                                         | 26. února 2017     | Nejlepší střih                              | Jake Roberts                                                  | nominace  |
| Producers Guild of America                    | 28. ledna 2017     | Nejlepší producent – film                   | Carla Hacken a Julie Yorn                                     | nominace  |
| San Diego Film Critics Society                | 12. prosince 2016  | Nejlepší film                               | Za každou cenu                                                | vítězství |
| San Diego Film Critics Society                | 12. prosince 2016  | Nejlepší režisér                            | David Mackenzie                                               | vítězství |
| San Diego Film Critics Society                | 12. prosince 2016  | Nejlepší herec                              | Chris Pine                                                    | nominace  |
| San Diego Film Critics Society                | 12. prosince 2016  | Nejlepší herec ve vedlejší roli             | Jeff Bridges                                                  | nominace  |
| San Diego Film Critics Society                | 12. prosince 2016  | Nejlepší herec ve vedlejší roli             | Ben Foster                                                    | vítězství |
| San Diego Film Critics Society                | 12. prosince 2016  | Nejlepší původní scénář                     | Taylor Sheridan                                               | vítězství |
| San Diego Film Critics Society                | 12. prosince 2016  | Nejlepší střih                              | Jake Roberts                                                  | nominace  |
| San Diego Film Critics Society                | 12. prosince 2016  | Nejlepší kamera                             | Giles Nuttgens                                                | vítězství |
| San Diego Film Critics Society                | 12. prosince 2016  | Nejlepší instrumentální hudba               | Za každou cenu                                                | nominace  |
| San Diego Film Critics Society                | 12. prosince 2016  | Nejlepší obsazení                           | Za každou cenu                                                | vítězství |
| San Francisco Film Critics Circle             | 11. prosince 2016  | Nejlepší film                               | Za každou cenu                                                | nominace  |
| San Francisco Film Critics Circle             | 11. prosince 2016  | Nejlepší herec ve vedlejší roli             | Jeff Bridges                                                  | nominace  |
| San Francisco Film Critics Circle             | 11. prosince 2016  | Nejlepší herec ve vedlejší roli             | Ben Foster                                                    | nominace  |
| San Francisco Film Critics Circle             | 11. prosince 2016  | Nejlepší původní scénář                     | Taylor Sheridan                                               | nominace  |
| San Francisco Film Critics Circle             | 11. prosince 2016  | Nejlepší skladatel                          | Nick Cave a Warren Ellis                                      | nominace  |
| San Francisco Film Critics Circle             | 11. prosince 2016  | Nejlepší střih                              | Jake Roberts                                                  | nominace  |
| Satellite Awards                              | 19. února 2017     | Nejlepší film                               | Za každou cenu                                                | nominace  |
| Satellite Awards                              | 19. února 2017     | Nejlepší herec ve vedlejší roli             | Jeff Bridges                                                  | vítězství |
| Satellite Awards                              | 19. února 2017     | Nejlepší původní scénář                     | Taylor Sheridan                                               | nominace  |
| Screen Actors Guild Awards                    | 29. ledna 2017     | Nejlepší herec ve vedlejší roli             | Jeff Bridges                                                  | nominace  |
| Seattle Film Critics Society                  | 5. ledna 2017      | Nejlepší film                               | Za každou cenu                                                | nominace  |
| Seattle Film Critics Society                  | 5. ledna 2017      | Nejlepší herec ve vedlejší roli             | Jeff Bridges                                                  | nominace  |
| Seattle Film Critics Society                  | 5. ledna 2017      | Nejlepší scénář                             | Taylor Sheridan                                               | nominace  |
| Seattle Film Critics Society                  | 5. ledna 2017      | Nejlepší střih                              | Jake Roberts                                                  | nominace  |
| Seattle Film Critics Society                  | 5. ledna 2017      | Nejlepší obsazení                           | Za každou cenu                                                | nominace  |
| St. Louis Gateway Film Critics Association    | 18. prosince 2016  | Nejlepší film                               | Za každou cenu                                                | 2. místo  |
| St. Louis Gateway Film Critics Association    | 18. prosince 2016  | Nejlepší režisér                            | David Mackenzie                                               | nominace  |
| St. Louis Gateway Film Critics Association    | 18. prosince 2016  | Nejlepší herec ve vedlejší roli             | Jeff Bridges                                                  | nominace  |
| St. Louis Gateway Film Critics Association    | 18. prosince 2016  | Nejlepší původní scénář                     | Taylor Sheridan                                               | vítězství |
| Utah Film Critics Association                 | 18. prosince 2016  | Nejlepší původní scénář                     | Taylor Sheridan                                               | 2. místo  |
| Vancouver Film Critics Circle                 | 20. prosince 2016  | Nejlepší herec ve vedlejší roli             | Jeff Bridges                                                  | nominace  |
| Vancouver Film Critics Circle                 | 20. prosince 2016  | Nejlepší scénář                             | Taylor Sheridan                                               | nominace  |
| Washington D.C. Area Film Critics Association | 5. prosince 2016   | Nejlepší film                               | Za každou cenu                                                | nominace  |
| Washington D.C. Area Film Critics Association | 5. prosince 2016   | Nejlepší režisér                            | David Mackenzie                                               | nominace  |
| Washington D.C. Area Film Critics Association | 5. prosince 2016   | Nejlepší herec ve vedlejší roli             | Jeff Bridges                                                  | nominace  |
| Washington D.C. Area Film Critics Association | 5. prosince 2016   | Nejlepší herec ve vedlejší roli             | Ben Foster                                                    | nominace  |
| Washington D.C. Area Film Critics Association | 5. prosince 2016   | Nejlepší obsazení                           | Za každou cenu                                                | vítězství |
| Washington D.C. Area Film Critics Association | 5. prosince 2016   | Nejlepší původní scénář                     | Taylor Sheridan                                               | nominace  |
| Writers Guild of America Awards               | 19. února 2017     | Nejlepší původní scénář                     | Taylor Sheridan                                               | nominace  |
| Zlatý glóbus                                  | 8. ledna 2017      | Nejlepší film – drama                       | Za každou cenu                                                | nominace  |
| Zlatý glóbus                                  | 8. ledna 2017      | Nejlepší herec ve vedlejší roli             | Jeff Bridges                                                  | nominace  |
| Zlatý glóbus                                  | 8. ledna 2017      | Nejlepší scénář                             | Taylor Sheridan                                               | nominace  |